# Traian Trestioreanu
Traian Trestioreanu (n. 9 iunie 1919, Ploiești, d. 28 august 1972, Doicești) a fost un pictor, restaurator și muralist român. A lucrat în ultima parte a vieții la restaurarea picturilor murale.

## Biografie

### Biografie timpurie
După terminarea claselor elementare, este înscris la școala de meserii din Ploiești, se transferă apoi la școala de arte și meserii din București-Polizu, unde învață sculptura în lemn. După absolvirea acestei școli, este admis în 1938 la Academia de Belle-Arte, în clasa de sculptură a lui Cornel Medrea și cea de pictură a lui Camil Ressu. Expune la Salonul Oficial de toamnă din 1940 un desen intitulat Mama artistului, care primește un premiu al juriului. Studiile sunt întrerupte de stagiul militar, concentrări și izbucnirea celui de al II-lea război mondial. Este mobilizat din prima zi și participă atât la campania din răsărit, cât și la cea din apus, până în primăvara anului 1945, când este demobilizat.

### Perioada post-belică
Revenit la București, își continuă studiile la Academia de Belle Arte, în special pictură cu Camil Ressu. Trăiește în condițiuni precare de existență în mansardele atelierelor de pictură ale Academiei din aleea Iulia Hașdeu 11 bis, împreună cu alți colegi, neavând de nicăieri vreun sprijin material. La Salonul Oficial de vară din 1946 expune o acuarelă cu un peisaj din București. După 1948, este exmatriculat din motive politice. Pentru a-și câștiga existența, este nevoit să se angajeze la Cooperativa Artiștilor Plastici din București, care era specializată în așa zisă "agitație vizuală" din întreprinderi și cu ocazia demonstrațiilor politice. Lucra în serie la zugrăvirea portretelor "marilor dascăli" ai socialismului, până când nu a mai putut suporta această pervertire a talentului său și reușește să urmeze un curs de restaurare a picturilor murale din biserici și mănăstiri.
Începând din 1955, a lucrat intens ca restaurator, reușind, în timpul liber, să facă și pictură de atelier. A fost un mare iubitor al muzicii clasice, posedând o discotecă impresionantă. A murit la 28 august 1972, în timp ce lucra la restaurarea bisericii din Doicești.

## Restaurator

### Lista lucrărilor de restaurare executate de Traian Trestioreanu
- Lucrări de extragere a frescelor de la Mănăstirea Tismana
- Organizarea Muzeului Mănăstirii Tismana
- Bolnița Sfintei Episcopii din Râmnicu Vâlcea
- Restaurarea picturilor lui Gheorghe Tattarescu din Catedrala Episcopiei din Râmnicu Vâlcea
- Restaurarea unor picturi din secolul al XVII-lea din Muzeul Brukenthal din Sibiu
- Biserica monument istoric din Crâscior
- Biserica Sf. Anton de la Curtea Veche din București
- Biserica Viforâta - Târgoviște
- Pictura murală a restaurantului Carul cu bere, București
- Biserica din Domneștii de Jos, județul Ilfov
- Catedrala Sfântul Ioan, Ploiești
- Biserica Zlătari din București
- Biserica din Ișalnița, județul Dolj
- Biserica din Zâmbreasca, Roșiorii de Vede
- Biserica din Bărbuceni-Zăvideni, județul Vâlcea
- Biserica monument istoric din Doicești, Târgoviște